# Above the Fall of Man
Above the Fall of Man è il primo EP del gruppo Metalcore Unearth, pubblicato nel 1999.

## Tracce
1. Shattered by the Sun – 3:50
2. Call to Judgement – 3:34
3. Convictions – 4:22
4. Lefty – 5:17